# Aktienspitze
Eine Aktienspitze (auch Aktienteilrecht) ist ein Teilanspruch auf den Bezug oder Besitz einer Aktie, der durch Bezugsrechtsemissionen nach Kapitalerhöhungen oder durch die Zusammenlegung von Aktien bei Kapitalherabsetzungen entstehen kann.

## Hintergründe
Wird das Grundkapital einer Aktiengesellschaft durch eine Kapitalerhöhung erhöht, so werden den Altaktionären oft Bezugsrechte in Relation zu ihrem Aktienanteil („pro rata“) eingeräumt. Je nachdem, wie groß das Grundkapital und die Kapitalerhöhung ist, ergeben sich unterschiedliche Bezugsverhältnisse, die zum Erwerb einer der als junge Aktien bezeichneten neuen Aktien ermächtigen. Ergibt sich zum Beispiel ein Bezugsverhältnis von 3:1, so ermächtigen drei Aktien zum Erwerb einer jungen. Besitzt ein Aktionär nun z. B. vier Aktien, so hätte er ein sogenanntes Vollrecht sowie eine Teilrecht (Aktienspitze) von 1/3 Aktie. Äquivalent zu Bezugsrechtsemissionen können solche Aktienspitzen auch durch die Kapitalherabsetzung („Aktienfusion“) entstehen, wenn aus z. B. drei Altaktien eine neue gemacht wird.
Um diesen Teilanspruch nicht zu verlieren, gibt es generell die Möglichkeit, diesen Anspruch zu verkaufen oder genügend Teilansprüche zu kaufen, um einen Vollanspruch zu haben. Rechtlich genauer betrachtet ist jede Aktienspitze selbständig veräußerlich und vererblich. Bei den genannten Kapitaltransaktionen wird daher in der Regel der Kauf und Verkauf von Aktienspitzen direkt über die Depotbanken abgewickelt. Um jedem einzelnen Aktionär einen Zukauf der notwendigen Teilrechte bei einer Bezugsrechtsemission zu ermöglichen, wird das Grundkapital zum Spitzenausgleich um einen geringen zusätzlichen Betrag erhöht. Für diesen Spitzenbetrag ist dabei das Bezugsrecht ausgeschlossen. Der nicht ausgeschöpfte Spitzenbetrag wird anschließend meist gemeinsam mit den „normalen“ nicht bezogenen Bezugsrechtsaktien über eine Privatplatzierung nicht bezogener Aktien (Rump Placement) verkauft.